# 길가메시
길가메시 (/ˈɡɪlɡəmɛʃ/, /ɡɪlˈɡɑːmɛʃ/; 아카드어: 𒀭𒄑𒂆𒈦; 수메르어: 𒀭𒄑𒉋𒂵𒎌 빌가메스)는 메소포타미아 신화의 영웅이자 기원전 2천년대 후반 아카드어로 쓰여진 서사시인 길가메시 서사시의 주인공이다. 그는 사후 신격화된 수메르의 도시국가 우루크의 역사적인 왕이었을 가능성이 있다. 그의 통치는 아마도 초기 왕조 시대 초, 기원전 2900-2350년경에 이루어졌을 것이지만, 그는 우르 제3왕조 (기원전 2112년경~2004년경) 동안 수메르 전설의 주요 인물이 되었다.
길가메시의 전설적인 위업에 대한 이야기는 현존하는 다섯 편의 수메르 시에 서술되어 있다. 이 중 가장 오래된 것은 "길가메시, 엔키두, 지하세계"로 추정된다. 이 시에서 길가메시는 여신 인안나를 돕고 그녀의 후루푸 나무를 갉아먹는 괴물들을 쫓아낸다. 그녀는 그에게 미쿠와 피쿠라는 두 개의 알 수 없는 물건을 주는데, 길가메시는 이것들을 잃어버린다. 엔키두의 죽음 이후, 그의 그림자는 길가메시에게 지하세계의 황량한 조건을 이야기한다. 길가메시와 아가는 길가메시가 그의 지배자 키시의 아가에 반항하는 모습을 묘사한다. 다른 수메르 시들은 길가메시가 거인 후와와와 하늘의 황소를 물리치는 이야기를 담고 있으며, 다섯 번째로 보존 상태가 좋지 않은 시는 길가메시의 죽음과 장례식을 다룬다.
후대 바빌로니아 시대에는 이 이야기들이 연결된 서사로 엮였다. 아카드어 표준 길가메시 서사시는 중기 바빌로니아 시대 (기원전 1600년경~1155년경)에 신-레키-운닌니라는 서기관이 훨씬 오래된 자료를 바탕으로 편찬했다. 이 서사시에서 길가메시는 초인적인 힘을 가진 반신으로, 야생인 엔키두와 친구가 된다. 그들은 함께 많은 여행을 떠나며, 가장 유명한 것은 후와와 (수메르어: 후와와)와 이슈타르 (수메르어: 이안나)가 길가메시의 구혼을 거절한 후 그들을 공격하기 위해 보낸 하늘의 황소를 물리치는 것이다. 엔키두가 신들의 벌로 받은 질병으로 죽자, 길가메시는 자신의 죽음을 두려워하여 대홍수의 생존자이자 현자인 우트나피쉬팀을 찾아 영생을 얻고자 한다. 길가메시는 그에게 주어진 시험에 계속 실패하고 우루크로 돌아와 영생이 자신의 손이 닿지 않는 곳에 있음을 깨닫는다.
대부분의 학자들은 길가메시 서사시가 기원전 8세기에 고대 그리스어로 쓰여진 두 편의 서사시인 일리아스와 오디세이아에 상당한 영향을 미쳤다는 데 동의한다. 길가메시의 탄생 이야기는 그리스 작가 아일리아누스 (서기 2세기)의 "동물의 본성에 대하여"에 있는 일화에서 묘사된다. 아일리아누스는 길가메시의 할아버지가 그의 손자가 자신을 전복시킬 것이라는 신탁을 받았기 때문에 그의 어머니가 임신하는 것을 막기 위해 감시했다고 전한다. 그녀는 임신했고, 경비병들은 아이를 탑에서 던졌지만, 독수리가 추락하는 아이를 구하여 정원으로 안전하게 데려갔고, 그곳에서 정원사가 아이를 길렀다.
길가메시 서사시는 1849년에 아슈르바니팔 도서관에서 재발견되었다. 1870년대 초 번역된 후, 그 내용 중 일부와 히브리어 성경과의 유사성 때문에 광범위한 논란을 불러일으켰다. 길가메시는 20세기 중반까지 주로 잘 알려지지 않은 인물이었으나, 20세기 후반부터는 현대 문화에서 점점 더 두드러진 인물이 되었다.

## 이름

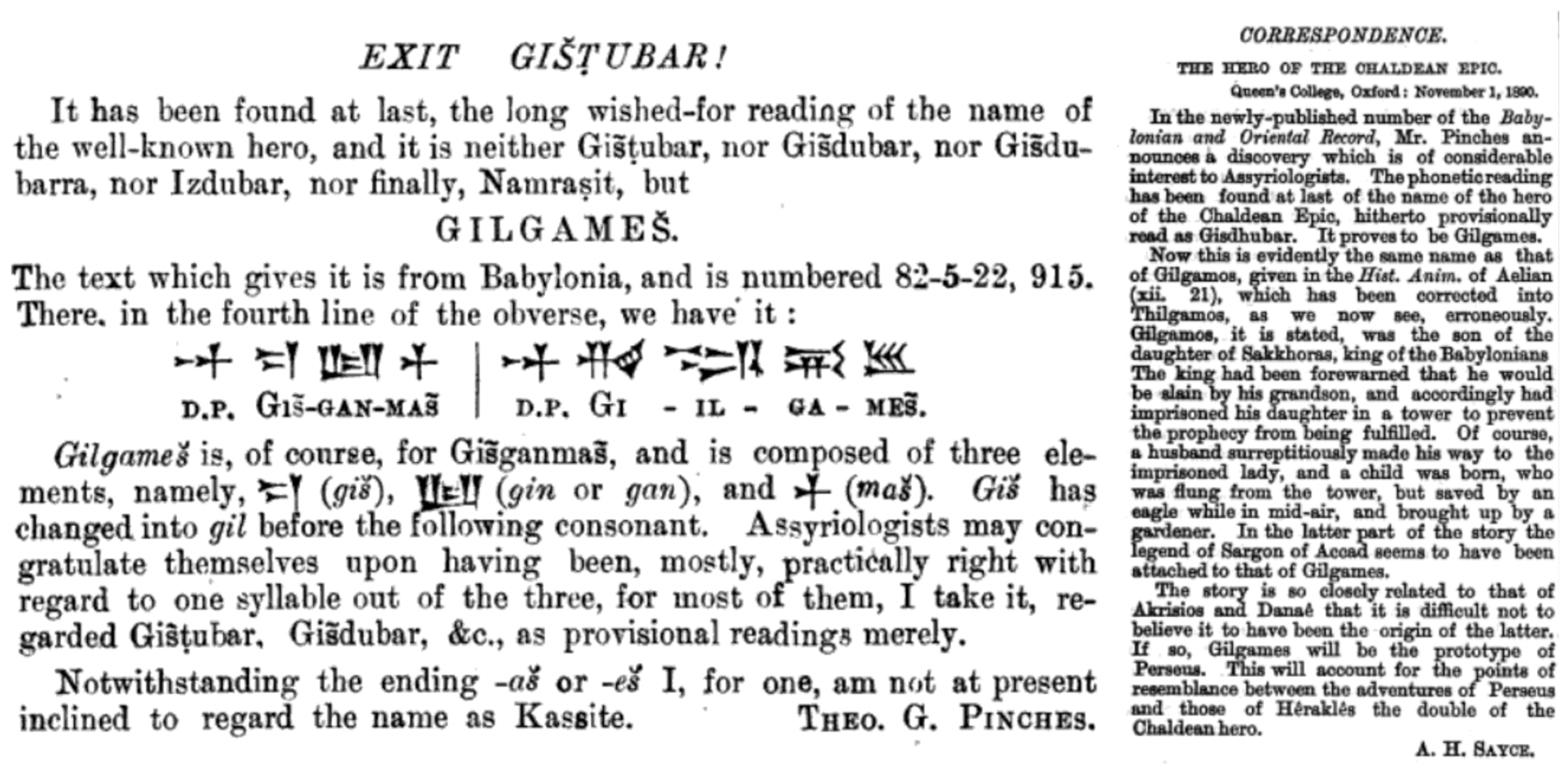
Exit Gišțubar! 디오필루스 핀체스의 1890년 길가메시 이름의 정확한 발음 발표, 이전에는 이즈두바르로 해독되었다. 이어서 아치볼드 세이스는 그 이름이 서기 200년대 초 아일리아누스의 De Natura Animalium에 Γίλγαμος로 나타났다고 언급했다.

현대어 형태 "길가메시"는 아카드어 𒀭𒄑𒂆𒈦를 직접 차용한 것으로, Gilgāmeš로 표기된다. 아시리아어 이름 형태는 초기 수메르어 형태 𒀭𒄑𒉋𒂵𒎌, Bilgames에서 유래했다. 일반적으로 이름 자체가 "영웅(친척)"을 의미한다고 결론 내려지지만, 어떤 종류의 "친척"을 의미하는지는 논란의 여지가 있다. 수메르어 형태의 이름이 Pabilgames로 발음되었을 수도 있다는 제안도 있는데, 이는 빌가(bilga) 구성 요소를 파빌가(𒉺𒉋𒂵)로 읽는 것으로, 가족 관계를 나타내는 관련 용어이지만, 이는 비문학적 또는 음운학적 증거에 의해 뒷받침되지 않는다.

## 역사적 왕

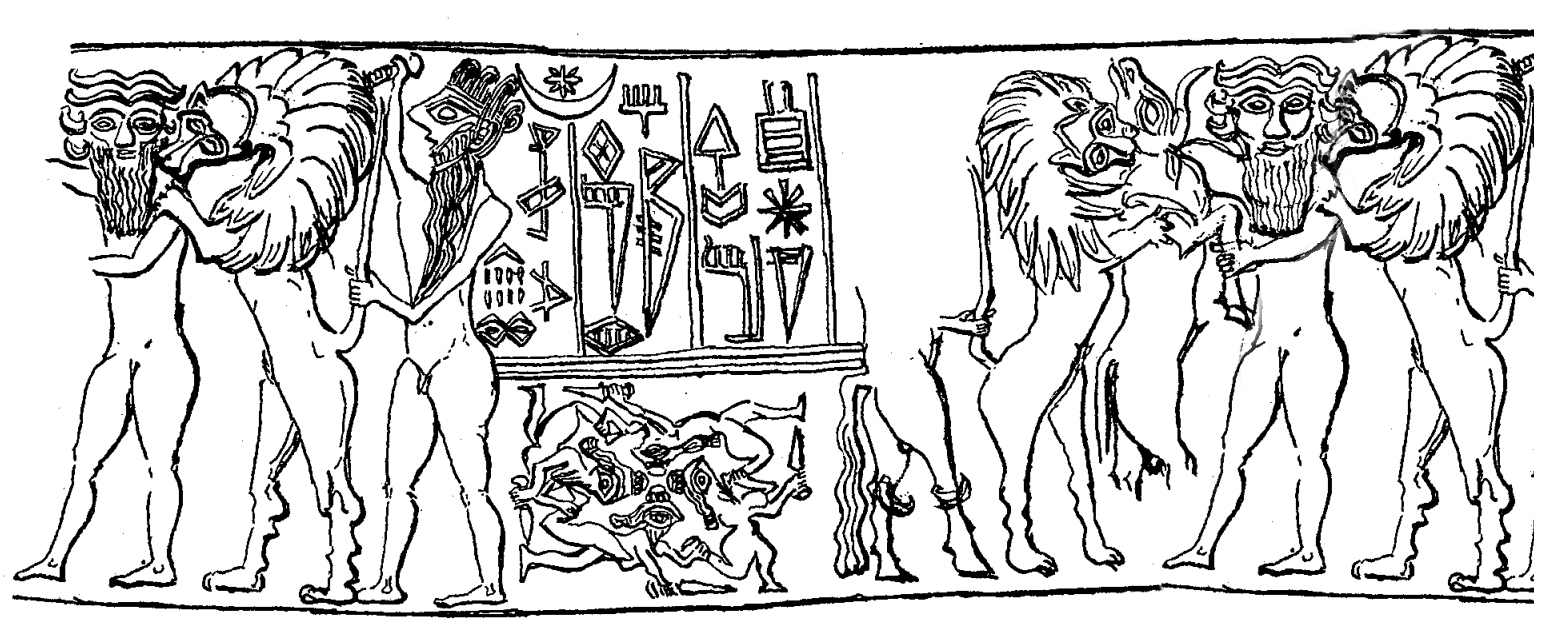
기원전 2600년경에 제작된 것으로 추정되는, 우르의 왕릉 (U. 13607)에서 발굴된 "키시의 왕 메산네파다"의 인장 인상. 이 인장에는 길가메시와 신화 속 황소가 두 마리의 사자 사이에 있는데, 사자 중 한 마리가 길가메시의 어깨를 물고 있다. 이 그룹의 양쪽에는 엔키두와 긴 수염과 키시 양식의 머리 장식을 하고 단검으로 무장한 사냥꾼 영웅이 나타난다. 본문 아래에는 수염과 긴 머리를 가진 네 명의 주자가 인간 만자문을 형성한다. 그들은 단검으로 무장하고 서로의 발을 잡고 있다.

대부분의 역사가들은 길가메시가 수메르 도시국가 우루크의 역사적 왕이었으며, 아마도 초기 왕조 시대 (기원전 2900년경~2350년경) 초기에 통치했을 것이라는 데 동의한다. 고대 근동 학자인 스테파니 달레이는 "길가메시의 생애에 대한 정확한 연대는 알 수 없지만, 일반적으로 기원전 2800년에서 2500년 사이로 합의되어 있다"고 말한다. 길가메시 시대의 관리에게 속했을 가능성이 있는 비문이 우르의 고대 문서에서 발견되었는데, 그의 이름은 "길가메시는 우투가 선택한 자이다"라고 적혀 있다. 이 외에도 이쉬비-에라 (기원전 1953년경~1920년경)의 통치 기간 동안 작성된 34행의 역사 텍스트인 툼말 비문에도 그가 언급되어 있다. 이 비문은 길가메시가 우루크의 성벽을 쌓았다고 기록하고 있다. 비문의 11행부터 15행까지는 다음과 같다:
두 번째로 툼말은 폐허가 되었다.

길가메시는 엔릴의 집 누문부라를 지었다.

길가메시의 아들 우르-루갈은,

툼말을 뛰어나게 만들었고,

닌릴을 툼말로 데려왔다.

길가메시는 또한 길가메시의 생존 시기와 가까운 시기에 살았을 것으로 알려진 역사적 인물인 키시의 왕 엔메바라게시와도 연관되어 있다. 더욱이 그는 수메르 왕명표에 우루크의 왕 중 한 명으로 등재되어 있다. 메-투란 (현대 텔 하다드)에서 발견된 서사시 텍스트의 파편들은 길가메시가 죽자 강바닥 아래에 묻혔으며, 우루크의 노동자들이 이 목적을 위해 일시적으로 유프라테스강의 흐름을 변경했다고 전한다.

## 신격화와 전설적인 위업

### 수메르 시

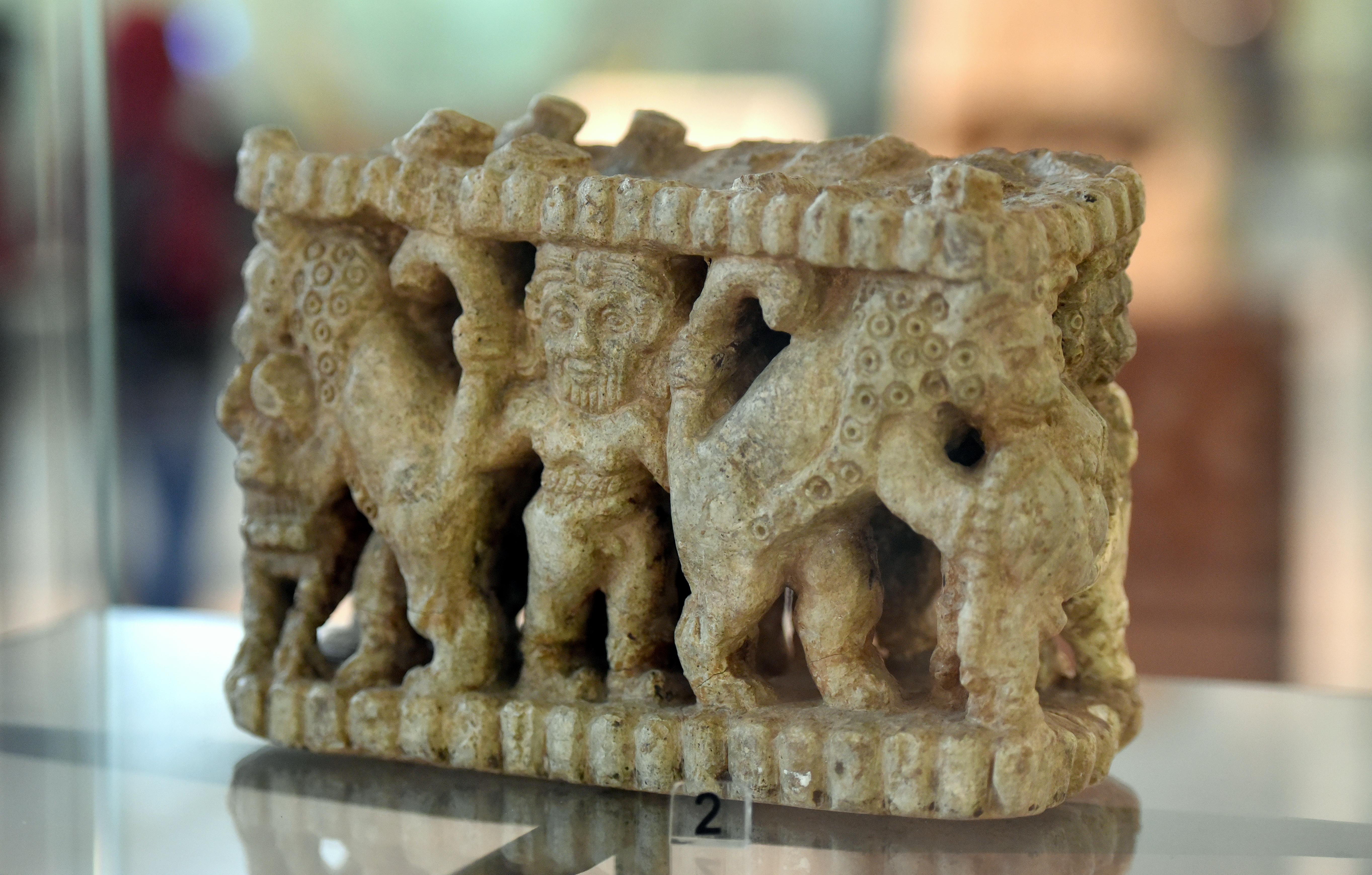
동물들과 씨름하는 길가메시를 묘사한 조각 장면. 이라크 디얄라 지역 텔 아그라브의 샤라 사원에서 출토. 초기 왕조 시대, 기원전 2600-2370년. 이라크 국립박물관 바그다드에 전시 중.

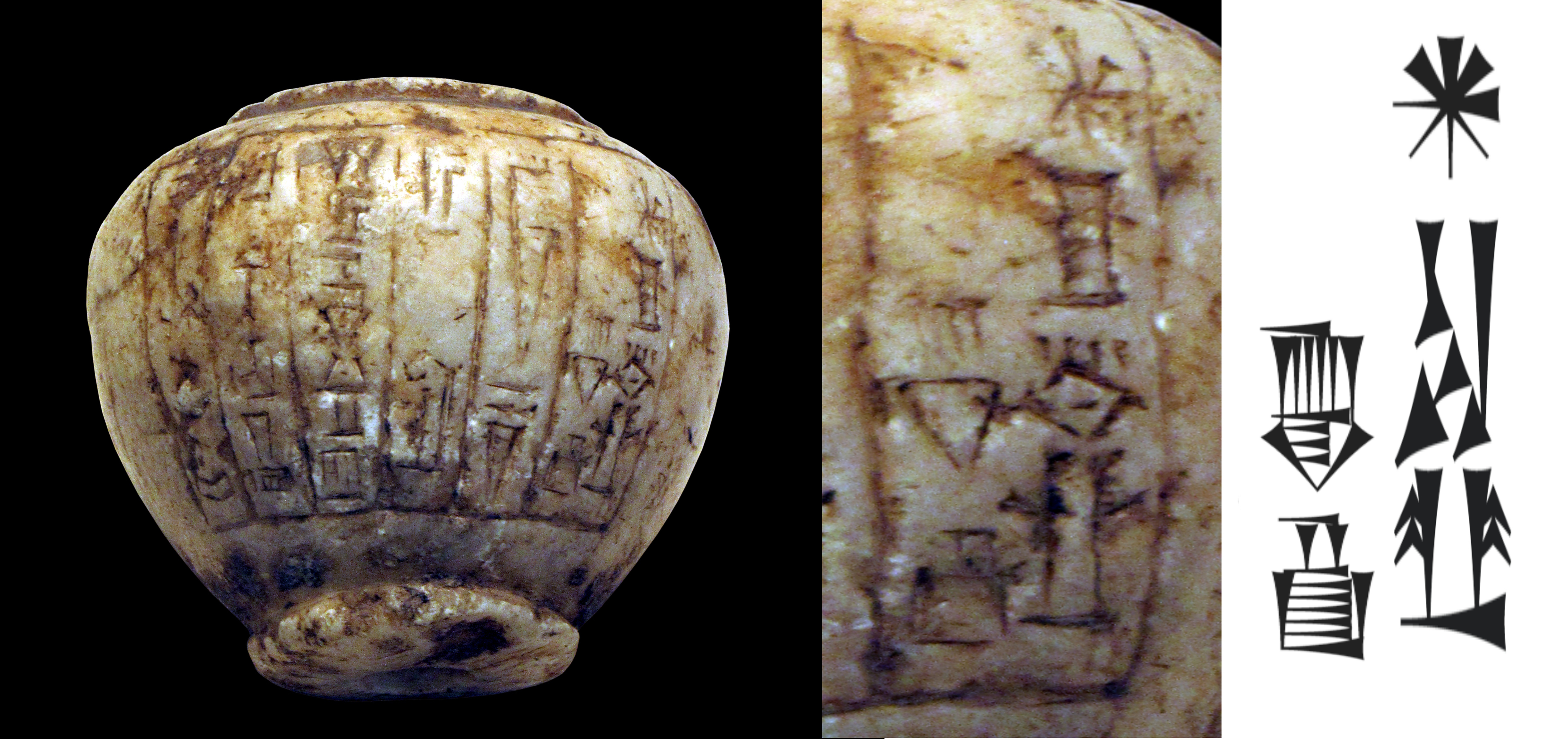
길가메시에게 헌정된 곤봉으로, 표준 수메르-아카드 쐐기 문자로 길가메시 이름이 새겨져 있다. 우르 제3왕조 시대, 기원전 2112년에서 2004년 사이

확실히 후기 초기 왕조 시대 동안 길가메시는 수메르 전역의 여러 지역에서 신으로 숭배되었다. 기원전 21세기, 우루크의 왕 우투헤갈은 길가메시를 자신의 수호신으로 삼았다. 우르 제3왕조 (기원전 2112년경~2004년경)의 왕들은 특히 길가메시를 좋아했으며, 그를 자신들의 "신성한 형제"이자 "친구"라고 불렀다. 우르의 왕 슐기 (기원전 2029년~1982년)는 자신을 루갈반다와 닌순의 아들이자 길가메시의 형제라고 선언했다. 수세기 동안 길가메시에 대한 이야기들이 점차적으로 축적되었을 수 있으며, 일부는 라가시의 제2왕조 통치자 구데아 (기원전 2144년~2124년)와 같은 다른 역사적 인물들의 실제 삶에서 파생되었을 수도 있다. 점토판에 새겨진 기도문들은 길가메시를 지하세계의 죽은 자들의 심판자로 지칭한다.

#### "길가메시, 엔키두, 지하세계"
이 시기 동안 길가메시를 둘러싼 많은 신화와 전설이 발전했다.:95 그의 위업을 서술하는 다섯 편의 독립적인 수메르 시가 발견되었다. 길가메시가 문학에 처음 등장한 것은 아마도 수메르 시 "길가메시, 엔키두, 지하세계"일 것이다. 이야기는 유프라테스강 강둑에서 자라는 후루푸 나무로 시작하는데, 수메르학자 새뮤얼 노아 크레이머에 따르면 버드나무일 것이다. 여신 이슈타르는 나무가 완전히 자라면 그것을 왕좌로 만들 생각으로 나무를 우루크의 자신의 정원으로 옮긴다. 나무는 자라 성숙하지만, "마법을 모르는" 뱀, 안주 새, 그리고 메소포타미아 악마인 릴리투가 나무를 침범하여 이슈타르가 슬픔에 울게 된다.
이 이야기에서 이슈타르의 오빠로 묘사된 길가메시는 뱀을 죽여 안주 새와 릴리투를 도망가게 한다. 길가메시의 동료들은 나무를 베어 이슈타르를 위한 침대와 왕좌로 만든다. 여신은 길가메시의 영웅적인 행동에 대한 보상으로 피쿠와 미쿠(아마도 드럼과 드럼 스틱)를 만들어 준다. 그러나 길가메시는 피쿠와 미쿠를 잃어버리고 누가 그것들을 가져올 것인지 묻는다. 그의 하인 엔키두는 그것들을 찾기 위해 지하세계로 내려가지만, 그는 엄격한 지하세계의 법을 어기고 돌아오지 못한다. 남은 대화에서 길가메시는 잃어버린 동료의 그림자에게 지하세계에 대해 묻는다.

#### 후속 시
길가메시와 아가는 길가메시가 도시국가 키시의 왕 아가에 대항하여 성공적으로 반란을 일으키는 이야기를 묘사한다. 길가메시와 후와와는 길가메시와 그의 하인 엔키두가 우루크에서 온 50명의 자원봉사자들의 도움을 받아 통치신 엔릴이 삼나무숲의 수호자로 임명한 괴물 후와와를 물리치는 방법을 묘사한다.
길가메시와 하늘의 황소에서 길가메시와 엔키두는 여신 이슈타르가 그들을 공격하기 위해 보낸 하늘의 황소를 죽인다. 이 시의 세부 사항은 나중에 쓰인 아카드어 길가메시 서사시의 해당 에피소드와는 상당히 다르다. 수메르 시에서는 이슈타르가 길가메시와 거리를 두지만, 아카드 서사시에서는 그에게 자신의 배우자가 될 것을 요청한다. 또한, 수메르 시에서 이슈타르는 아버지 아누에게 하늘의 황소를 달라고 강요하며 땅에 닿을 정도로 귀청이 터질 듯한 외침을 위협하지만, 아카드 서사시에서는 죽은 자를 깨워 산 자를 먹이겠다고 위협한다.
길가메시의 죽음으로 알려진 시는 보존 상태가 좋지 않지만, 대규모 국장이 치러진 후 죽은 자가 지하세계에 도착하는 과정을 묘사하는 것으로 보인다. 이 시는 오해되었을 수 있으며, 실제로는 엔키두의 죽음을 묘사할 수도 있다.

### 길가메시 서사시
결국, 크레이머(1963)에 따르면:
길가메시는 고대 세계의 탁월한 영웅이 되었다. 그는 모험적이고 용감하지만 비극적인 인물로, 명성, 영광, 불멸에 대한 인간의 헛된 그러나 끊임없는 추구를 상징한다.

고바빌로니아 시대 (기원전 1830년경~1531년경)에 길가메시의 전설적인 위업에 대한 이야기들은 하나 또는 여러 개의 긴 서사시로 엮여 있었다. 길가메시의 모험에 대한 가장 완벽한 기록인 길가메시 서사시는 중바빌로니아 시대 (기원전 1600년경 – 기원전 1155년경)에 신-레키-운닌니라는 서기관에 의해 아카드어로 지어졌다. 길가메시 서사시의 가장 완전하게 현존하는 판본은 기원전 7세기로 거슬러 올라가는 12개의 점토판 세트에 기록되어 있으며, 아시리아의 수도 니네베에 있는 아슈르바니팔 도서관에서 발견되었다. 많은 부분이 유실되거나 손상되었다. 일부 학자들과 번역가들은 누락된 부분을 초기 수메르 시 또는 근동의 다른 지역에서 발견된 서사시의 다른 판본의 자료로 보충한다.

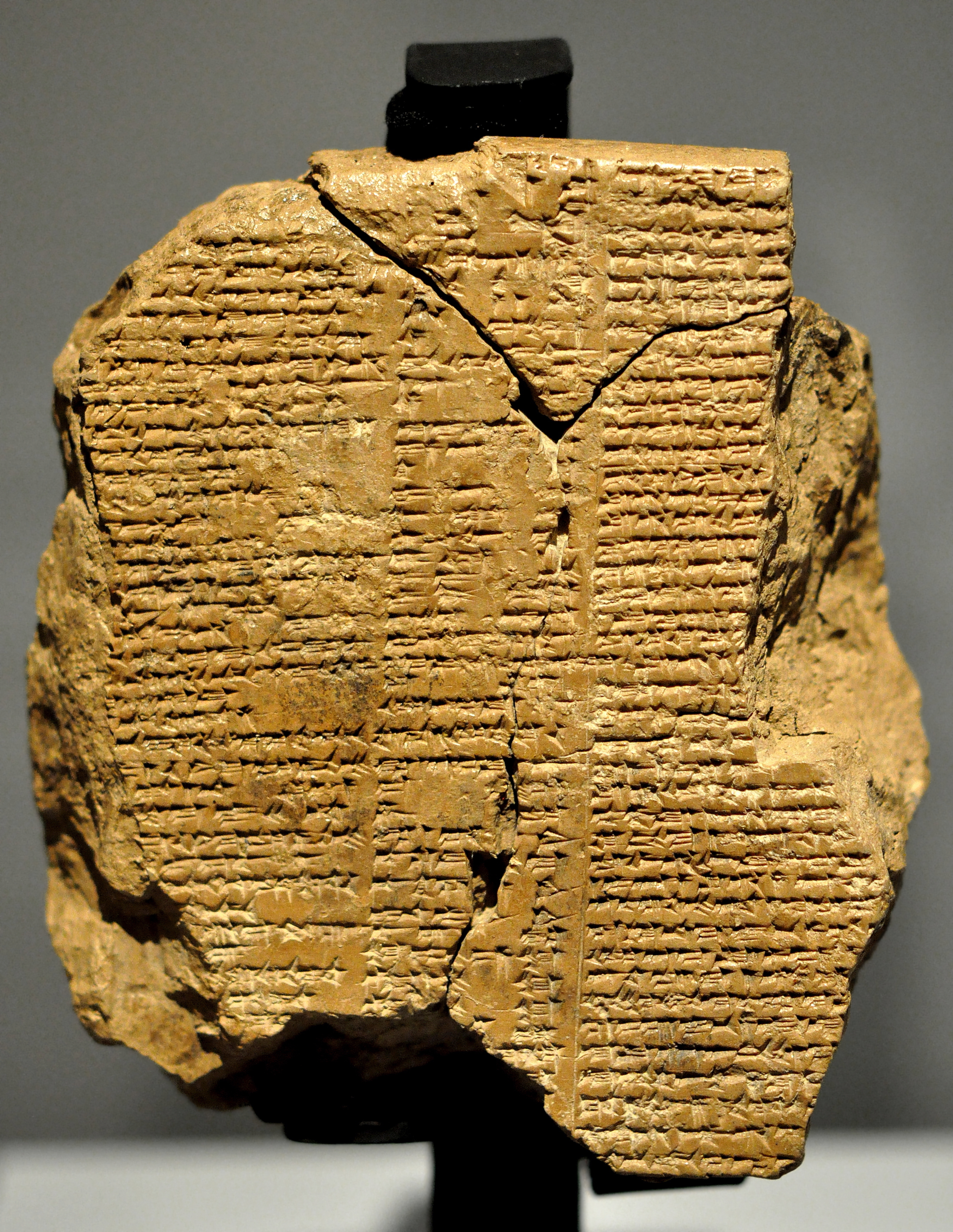
길가메시 서사시 제5서판. 이라크 술라이마니야 박물관

이 서사시에서 길가메시는 "3분의 2는 신성하고 3분의 1은 인간"으로 소개된다. 시의 초반에 길가메시는 잔인하고 억압적인 통치자로 묘사된다. 이는 일반적으로 강제 노동 또는 성적 착취를 의미하는 것으로 해석된다. 그의 잔인함에 대한 벌로, 신 아누는 야만인 엔키두를 창조한다. 샴하트라는 매춘부에 의해 길들여진 후, 엔키두는 길가메시와 맞서기 위해 우루크로 간다. 두 번째 서판에서 두 남자는 씨름을 하고 결국 길가메시가 이기지만, 상대방의 힘과 끈기에 너무 감명받아 절친한 친구가 된다. 이전 수메르어 문헌에서 엔키두는 길가메시의 하인이지만, 길가메시 서사시에서는 동등한 위치의 동료이다.
제3서판부터 제4서판까지, 길가메시와 엔키두는 후와와(아카드어 이름)가 지키는 삼나무숲으로 여행한다. 영웅들은 일곱 산을 넘어 삼나무 숲으로 가서 나무를 베기 시작한다. 후와와와 맞닥뜨리자 길가메시는 겁에 질려 샤마쉬 (우투의 동셈족 이름)에게 기도하는데, 샤마쉬는 후와와의 눈에 여덟 개의 바람을 불어 넣어 그를 눈멀게 한다. 후와와는 자비를 구하지만, 영웅들은 그의 목을 자른다. 제6서판은 길가메시가 우루크로 돌아오는 것으로 시작되며, 거기서 이슈타르 (이난나의 아카드어 이름)가 그에게 와서 자신의 배우자가 될 것을 요구한다. 길가메시는 그녀의 과거 연인들에 대한 부당한 대우를 비난하며 거절한다.
복수를 위해 이슈타르는 아버지 아누에게 가서 하늘의 황소를 달라고 요구하고, 그녀는 그것을 길가메시를 공격하게 보낸다. 길가메시와 엔키두는 황소를 죽이고 그 심장을 샤마쉬에게 바친다. 길가메시와 엔키두가 쉬고 있는 동안, 이슈타르는 우루크 성벽 위에 서서 길가메시를 저주한다. 엔키두는 황소의 오른쪽 넓적다리를 찢어 이슈타르의 얼굴에 던지며, "내가 당신을 손에 넣을 수 있다면, 이렇게 할 것이고, 당신의 내장을 옆구리에 묶을 것이다."라고 말한다. 이슈타르는 "곱슬곱슬한 궁녀들, 매춘부들, 창녀들"을 불러 모아 하늘의 황소를 애도하라고 명령한다. 한편 길가메시는 황소의 패배를 축하한다.
제7서판은 엔키두가 꿈에서 아누, 에아, 샤마쉬가 하늘의 황소의 원수를 갚기 위해 길가메시 또는 엔키두 중 한 명이 죽어야 한다고 선언하는 것을 본 이야기를 들려주는 것으로 시작된다. 그들은 엔키두를 선택하고, 엔키두는 곧 병에 걸린다. 그는 지하세계의 꿈을 꾸고, 이내 죽는다. 제8서판은 길가메시가 친구에 대한 위로할 수 없는 슬픔과 엔키두의 장례식 세부 사항을 묘사한다. 제9서판부터 제11서판까지는 길가메시가 슬픔과 자신의 죽음에 대한 두려움에 사로잡혀 신들로부터 영생을 부여받은 대홍수의 유일한 생존자 우트나피쉬팀의 고향을 찾기 위해 먼 거리를 여행하고 많은 장애물을 극복하는 이야기를 담고 있다.

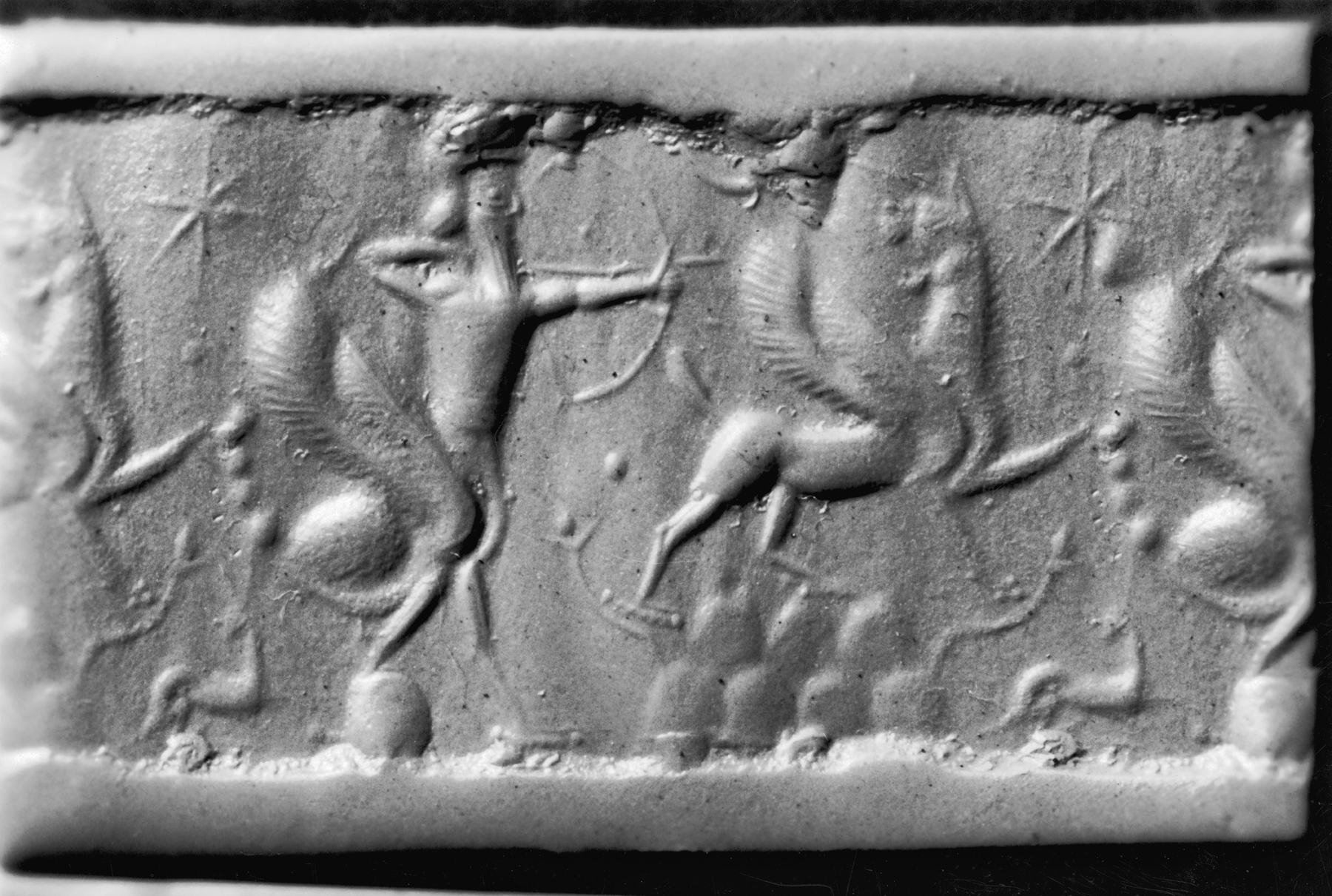
기원전 1400년에서 1200년 사이의 중기 아시리아 원통 인장 인상으로, 언덕 위 그리핀을 향해 화살을 쏘는 새 날개와 전갈 꼬리를 가진 남자를 보여준다. 전갈 인간은 길가메시가 우트나피쉬팀의 고향으로 가는 길에 만나는 생물 중 하나이다.

우트나피쉬팀으로의 여행은 일련의 에피소드적 도전들로 이루어져 있는데, 이 도전들은 아마도 원래는 주요한 독립적인 모험이었겠지만, 서사시에서는 조셉 에디 폰텐로즈가 "상당히 무해한 사건들"이라고 부르는 것으로 축소되었다. 먼저 길가메시는 산길에서 사자들을 만나 죽인다. 마슈산에 도착하자 길가메시는 전갈 인간과 그의 아내를 만나는데, 그들의 몸은 무서운 빛을 내뿜지만, 길가메시가 그들에게 목적을 말하자 지나가게 해준다. 길가메시는 열두 날 밤낮을 어둠 속에서 방랑하다 마침내 빛 속으로 들어선다. 그는 바닷가에 아름다운 정원을 발견하고 그곳에서 신성한 술집 주인 시두리를 만난다. 처음에는 그녀가 길가메시가 정원에 들어오는 것을 막으려 하고, 그 다음에는 죽음을 피할 수 없는 것으로 받아들이고 물을 건너 여행하지 않도록 설득하려 한다. 길가메시가 그의 탐구를 계속하자, 그녀는 그를 신들의 뱃사공인 우르샤나비에게 안내하고, 우르샤나비는 길가메시를 바다를 건너 우트나피쉬팀에게 데려다준다. 길가메시가 마침내 우트나피쉬팀의 집에 도착하자, 우트나피쉬팀은 길가메시에게 불멸을 얻으려면 잠을 이겨내야 한다고 말한다. 길가메시는 이것을 시도하지만 실패하고 7일간의 잠에 빠진다.
다음으로, 우트나피쉬팀은 그에게 불멸을 얻을 수 없더라도, 회춘의 약초로 젊음을 되찾을 수 있다고 말한다. 길가메시는 그 약초를 가져가지만, 수영하는 동안 해변에 놓아두고 뱀이 그것을 훔쳐간다. 이것은 뱀이 왜 허물을 벗는지에 대한 설명을 제공한다. 이 손실에 낙담한 길가메시는 우루크로 돌아와 자신의 도시를 뱃사공 우르샤나비에게 보여준다. 이 시점에서 연속적인 이야기는 끝난다. 제12서판은 길가메시, 엔키두, 지하세계에 대한 수메르 시와 일치하는 부록으로, 피쿠와 미쿠의 상실을 묘사한다.
수많은 요소들이 서사시의 이전 부분들과 연속성이 부족함을 드러낸다. 제12서판 초반에는 엔키두가 제7서판에서 이미 죽었음에도 불구하고 여전히 살아 있으며, 길가메시는 제6서판에서의 격렬한 대립에도 불구하고 이슈타르에게 친절하다. 또한, 서사시의 대부분의 부분이 각각의 수메르 전신을 자유롭게 각색한 것과 달리, 제12서판은 길가메시, 엔키두, 지하세계의 마지막 부분을 문자 그대로 번역한 것이며, 더 큰 서사시적 내러티브에 맞지 않아 마지막 부분으로 밀려난 것으로 보인다. 이 서판에서 길가메시는 엔키두의 유령을 보고, 유령은 잃어버린 물건들을 되찾아 오겠다고 약속하며 친구에게 지하세계의 비참한 상태를 설명한다.

### 메소포타미아 미술에서
고대 메소포타미아 전역에서 길가메시에 대한 이야기들이 엄청난 인기를 누렸음에도 불구하고, 고대 예술에서 그를 진정으로 표현한 작품은 드물다. 대중적인 작품들은 긴 머리에 네 개 또는 여섯 개의 곱슬머리를 가진 영웅의 묘사를 길가메시의 표현으로 자주 식별하지만, 이 식별은 잘못된 것으로 알려져 있다. 그러나 몇몇 진정한 고대 메소포타미아 길가메시의 묘사는 존재한다. 이러한 묘사들은 주로 점토판과 원통 인장에서 발견된다. 일반적으로 어떤 인물을 길가메시로 식별할 수 있는 경우는 해당 작품이 길가메시 서사시의 특정 장면을 명확하게 묘사하는 경우에만 가능하다. 길가메시의 묘사 중 하나는 두 영웅이 분명히 후와와인 악마적 거인과 싸우는 장면에서 발견된다. 다른 묘사는 비슷한 두 영웅이 거대한 날개 달린 황소, 즉 분명히 천상의 황소와 맞서는 장면에서 발견된다.

## 후대 영향

### 고대에

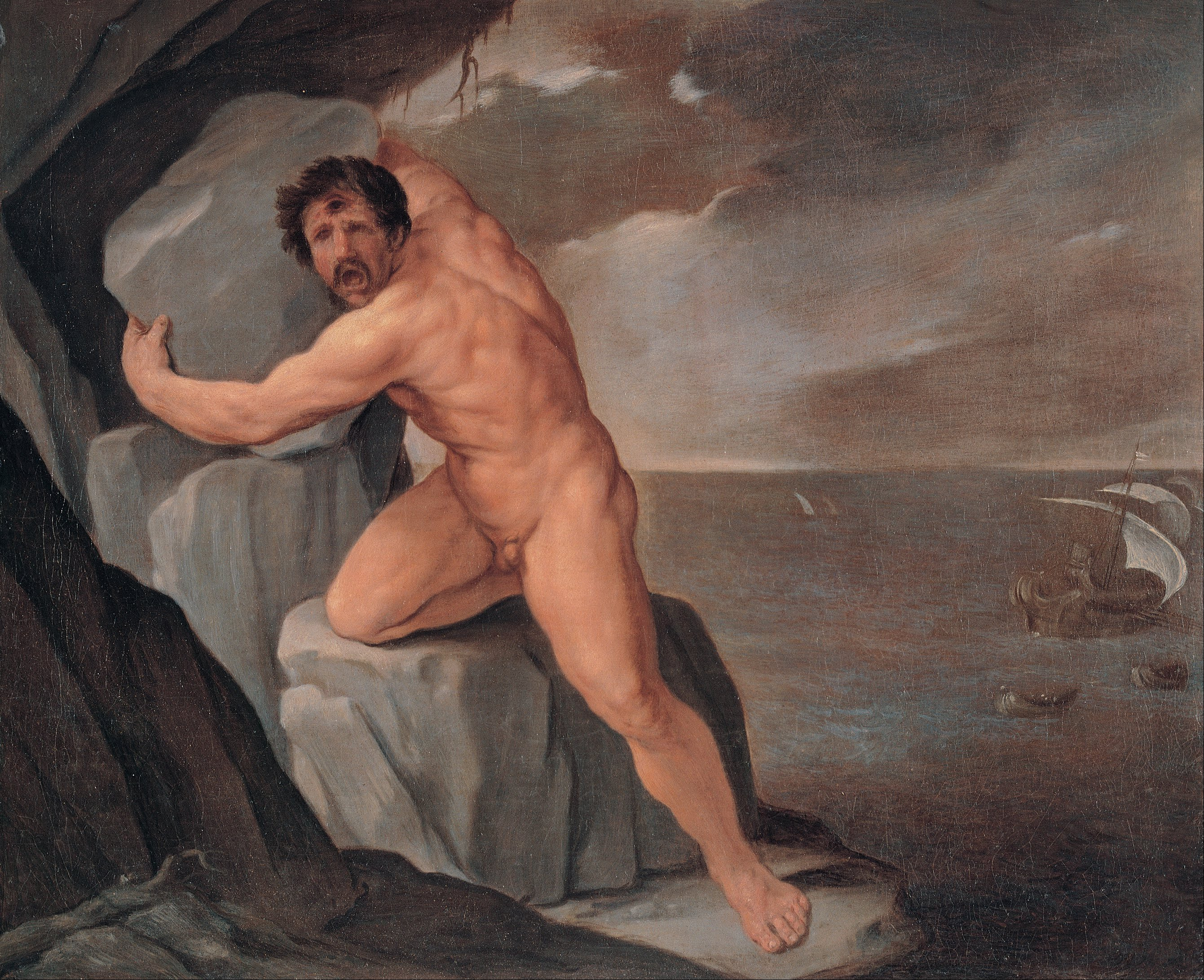
오디세이아에서 오디세우스가 폴리페무스와 대치하는 에피소드(귀도 레니의 17세기 그림으로 묘사)는 길가메시 서사시에서 길가메시와 엔키두가 후와와와 싸우는 것과 유사점을 보인다.

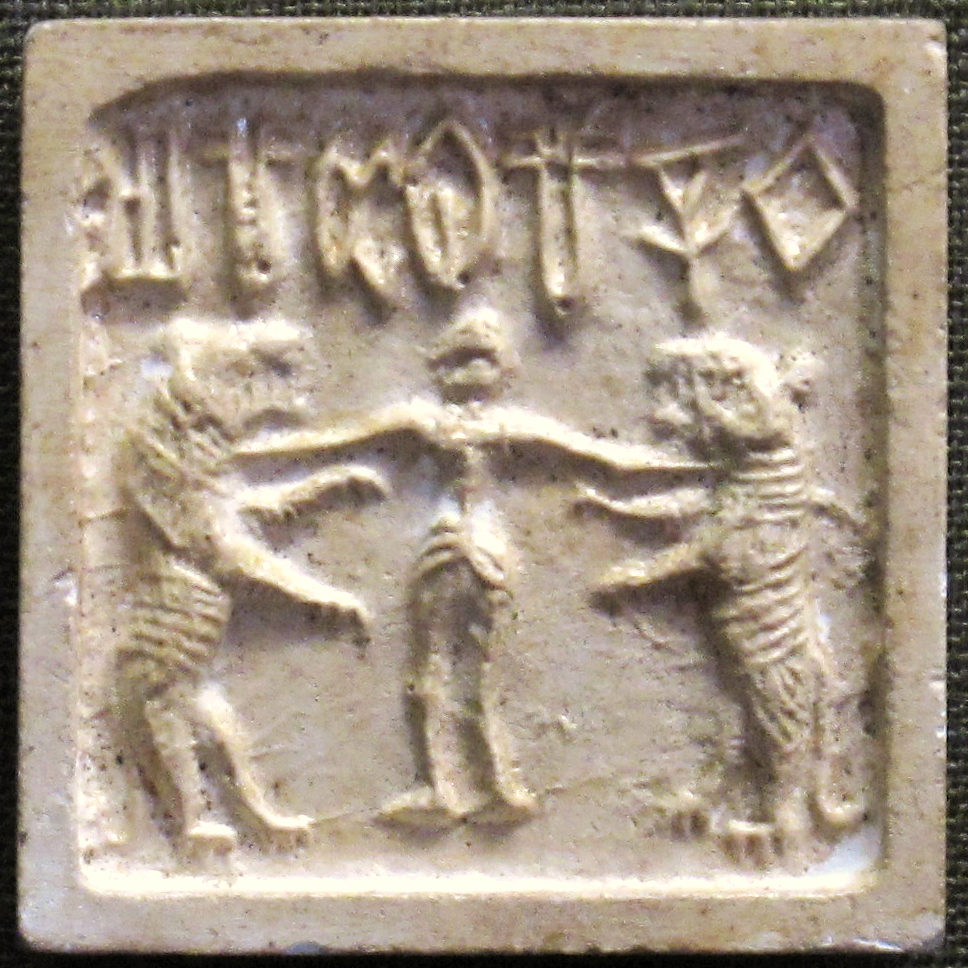
인더스 계곡 문명의 인장으로, 두 마리 사자 또는 호랑이와 싸우는 사람의 동물의 지배자 모티프 (기원전 2500-1500년)는 수메르 "길가메시" 모티프와 유사하며, 인더스-메소포타미아 관계의 지표이다.

길가메시 서사시는 기원전 8세기에 고대 그리스어로 쓰여진 호메로스 서사시인 일리아스와 오디세이아에 상당한 영향을 미쳤다. 고전학자 배리 B. 파월에 따르면, 초기 그리스인들은 고대 근동 문명과의 광범위한 연결을 통해 메소포타미아 구전 전통에 노출되고 영향을 받았을 가능성이 높다. 독일 고전학자 발터 부르케르트는 길가메시 서사시 제6서판에서 길가메시가 이슈타르의 구애를 거절하고 그녀가 어머니 안투 앞에서 불평하지만 아버지 아누에게 가볍게 꾸짖음을 당하는 장면이 일리아스 제5권에 직접적으로 평행하게 나타난다고 지적한다. 이 장면에서 이슈타르의 그리스 아날로그인 아프로디테는 영웅 디오메데스에게 부상을 입고 올림포스산으로 도망쳐 어머니 디오네에게 울고 아버지 제우스에게 가볍게 꾸짖음을 당한다.
파월은 오디세이아의 시작 부분이 길가메시 서사시의 시작 부분과 유사하게 영웅들을 찬양하고 애도하는 것처럼 들린다고 지적한다. 오디세이아의 줄거리 역시 길가메시 서사시와 많은 유사점을 가지고 있다. 길가메시와 오디세우스 모두 남자를 동물로 변신시킬 수 있는 여성을 만난다: 이슈타르 (길가메시의 경우)와 키르케 (오디세우스의 경우). 오디세우스는 거대한 키클롭스 폴리페무스를 눈멀게 하는 반면, 길가메시는 후와와를 죽인다. 두 영웅 모두 지하세계를 방문하며 둘 다 유혹적인 마법사와 함께 이 세상이 아닌 낙원에서 사는 것을 불행하게 여긴다: 시두리 (길가메시의 경우)와 칼립소 (오디세우스의 경우). 마지막으로, 둘 다 불멸을 얻을 기회를 놓치는데, 길가메시는 약초를 잃어버릴 때, 오디세우스는 칼립소의 섬을 떠날 때이다.
쿰란 두루마리인 거인의 서 (기원전 100년경)에는 길가메시와 후와와의 이름이 두 명의 홍수 이전 시대 거인으로 나오는데, 각각 자음 형태로 glgmš와 ḩwbbyš로 표기되어 있다. 이 동일한 문헌은 나중에 중동에서 마니교 종파에 의해 사용되었고, 이집트 성직자 알수유티 (서기 1500년경)에 따르면 아랍어 형태의 길가미쉬/질자미쉬는 악마의 이름으로 남아있다.
길가메시의 탄생 이야기는 현존하는 수메르어 또는 아카드어 문헌에는 기록되어 있지 않지만, 그 버전 중 하나는 서기 200년경 고대 그리스어로 쓰인 아일리아누스의 De Natura Animalium (동물의 본성에 대하여) 12.21에 묘사되어 있다. 아일리아누스에 따르면, 신탁은 바빌로니아의 세우에코로스 왕에게 그의 손자 길가모스가 자신을 전복시킬 것이라고 말했다. 이를 막기 위해 세우에코로스는 그의 유일한 딸을 바빌론의 아크로폴리스에 엄중히 감시했지만, 그녀는 그럼에도 불구하고 임신했다. 왕의 분노를 두려워한 경비병들은 아기를 높은 탑 꼭대기에서 던졌다. 독수리가 비행 중인 소년을 구출하여 먼 과수원에 안전하게 내려놓았다. 정원사는 소년을 발견하고 길러 길가모스(Γίλγαμος)라고 이름을 지었다. 결국 길가모스는 바빌론으로 돌아와 할아버지를 전복시키고 자신을 왕으로 선포했다. 이 탄생 서사는 사르곤, 모세, 키루스와 같은 다른 근동 탄생 전설과 같은 전통에 속한다. 시리아 작가 테오도르 바르 코나이 (서기 600년경)도 펠렉부터 아브라함까지의 족장들과 동시대에 살았던 12명의 왕들 중 마지막 왕으로 글리그모스, 그미그모스 또는 가미고스 왕을 언급한다.

### 현대 재발견
길가메시 서사시의 아카드어 텍스트는 서기 1849년에 영국 고고학자 오스틴 헨리 레이어드가 니네베의 아슈르바니팔 도서관에서 처음 발견했다.:95 레이어드는 히브리어 성경, 즉 기독교의 구약성경에 묘사된 사건들의 역사성을 입증할 증거를 찾고 있었는데, 이는 세계에서 가장 오래된 텍스트를 포함하고 있다고 믿어졌다. 대신, 그와 이후의 발굴들은 훨씬 더 오래된 메소포타미아 텍스트들을 발굴했으며, 구약성경의 많은 이야기들이 고대 근동 전역에서 전해져 내려온 초기 신화에서 유래했을 수 있음을 보여주었다. 길가메시 서사시의 첫 번째 번역본은 1870년대 초 대영박물관의 학자 조지 스미스에 의해 만들어졌으며, 그는 1880년에 제11서판의 홍수 이야기를 "창세기 칼데아 이야기"라는 제목으로 출판했다. 길가메시의 이름은 원래 이즈두바르로 잘못 읽혔다.
길가메시 서사시에 대한 초기 관심은 거의 전적으로 제11서판의 홍수 이야기 때문이었다. 이는 엄청난 대중의 관심을 끌고 광범위한 학술적 논란을 야기한 반면, 서사시의 나머지 부분은 대체로 무시되었다. 19세기 후반과 20세기 초반 길가메시 서사시에 대한 대부분의 관심은 독일어권 국가에서 나왔으며, 그곳에서는 바벨과 성경("바벨과 성경") 간의 관계에 대한 논란이 격렬했다.
1902년 1월, 독일 아시리아학자 프리드리히 델리치는 카이저와 그의 아내가 참석한 베를린 싱 아카데미에서 강연을 했는데, 이 강연에서 그는 창세기의 홍수 이야기가 길가메시 서사시에서 직접 복사된 것이라고 주장했다. 델리치의 강연은 너무나 논란이 많아서, 1903년 9월까지 그는 이 홍수 강연과 함무라비 법전과 성경의 모세 율법 간의 관계에 대한 또 다른 강연을 비판하는 수천 개의 기사와 소책자를 수집할 수 있었다. 카이저는 델리치와 그의 급진적인 견해로부터 거리를 두었고, 1904년 가을에는 델리치가 베를린이 아닌 쾰른과 프랑크푸르트 암 마인에서 세 번째 강연을 해야 할 정도로 위상이 떨어졌다. 길가메시 서사시와 히브리어 성경 사이의 추정 관계는 나중에 델리치의 1920-21년 저서 Die große Täuschung (대기만)에서 히브리어 성경이 바빌로니아의 영향으로 회복 불능하게 "오염"되었으며, 오직 인간적인 구약성경 전체를 제거함으로써만 기독교인들이 마침내 아리아인의 진정한 신약성경 메시지를 믿을 수 있다는 주장의 주요 부분이 되었다.

### 초기 현대 해석

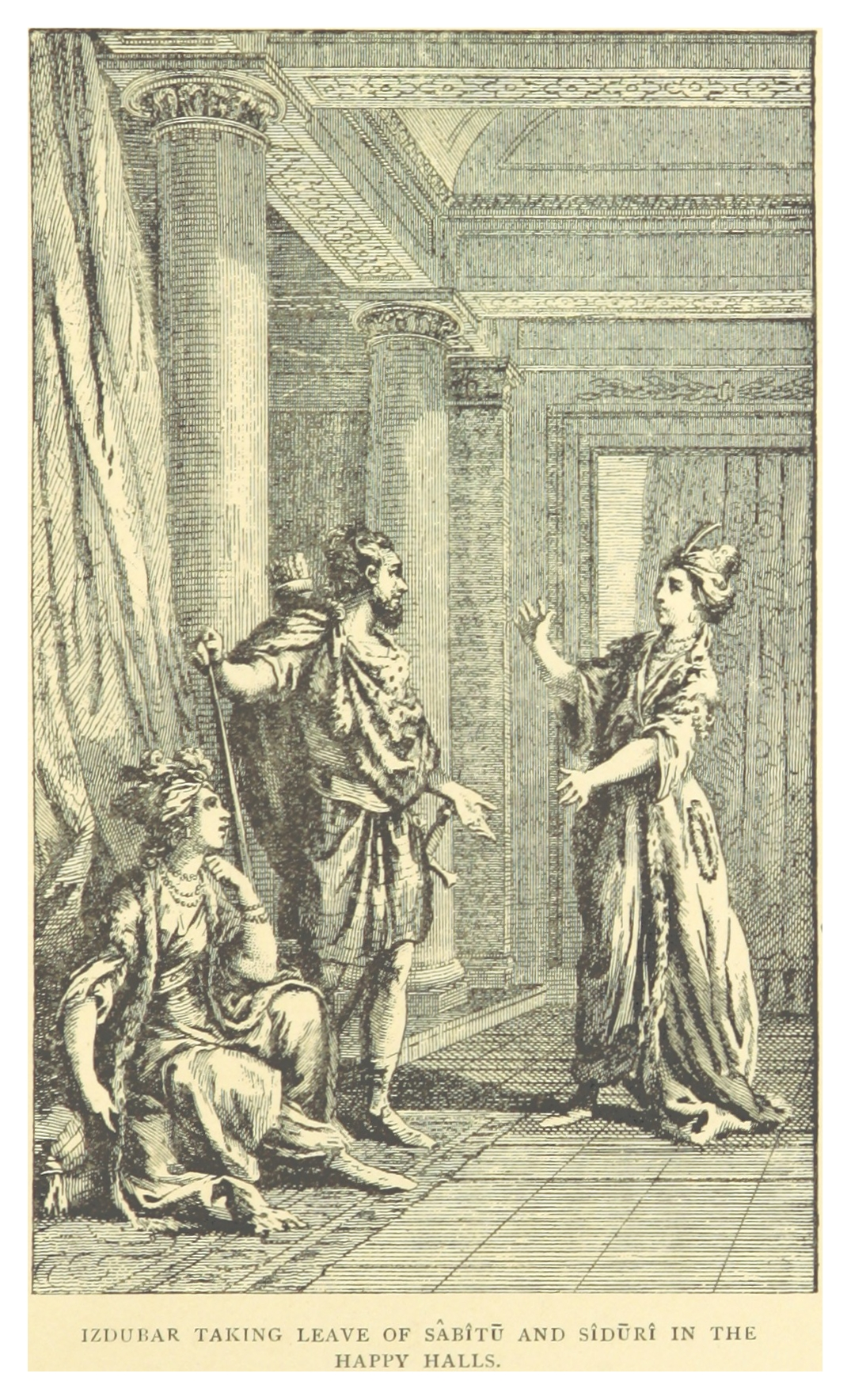
아메리카 변호사이자 사업가인 레오니다스 르 첸치 해밀턴의 장편 시 '이슈타르와 이즈두바르' (1884)의 한 장면을 묘사한 삽화로, 길가메시 서사시를 처음으로 현대 문학으로 각색한 작품이다.

길가메시 서사시의 첫 번째 현대 문학 각색은 미국 변호사이자 사업가인 레오니다스 르 첸치 해밀턴의 이쉬타르와 이즈두바르 (1884)였다. 해밀턴은 아카드어에 대한 기초 지식이 있었는데, 이는 아치볼드 세이스의 1872년 "비교 목적을 위한 아시리아 문법"에서 배운 것이었다. 해밀턴의 책은 스미스의 길가메시 서사시 번역에 크게 의존했지만, 주요 변경 사항도 있었다. 예를 들어, 해밀턴은 유명한 홍수 이야기를 완전히 생략하고 대신 이쉬타르와 길가메시 사이의 낭만적인 관계에 초점을 맞췄다. 이쉬타르와 이즈두바르는 원래 길가메시 서사시의 약 3,000행을 48개의 칸토로 묶인 약 6,000행의 운율 있는 짝수로 확장했다. 해밀턴은 대부분의 등장인물을 크게 변경하고 원래 서사시에는 없는 완전히 새로운 에피소드를 도입했다. 에드워드 피츠제럴드의 루바이야트와 에드윈 아놀드의 "아시아의 빛"에 크게 영향을 받은 해밀턴의 등장인물들은 고대 바빌로니아인보다 19세기 터키인처럼 옷을 입는다. 해밀턴은 또한 서사시의 분위기를 원작의 "암울한 현실주의"와 "아이러니한 비극"에서 "사랑과 조화의 달콤한 선율"로 가득 찬 "쾌활한 낙관주의"로 바꾸었다.
1904년 저서 "고대 오리엔트의 빛 속 구약성서"에서 독일 아시리아학자 알프레드 예레미아스는 길가메시를 창세기의 왕 니므롯과 동일시했으며, 길가메시의 힘은 판관기의 영웅 삼손처럼 머리에서 나와야 한다고 주장하고, 그가 그리스 신화의 영웅 헤라클레스처럼 12가지 과업을 수행했을 것이라고 주장했다. 1906년 저서 "세계 문학 속 길가메시 서사시"에서 동양학자 피터 옌센은 길가메시 서사시가 구약성경의 거의 모든 이야기의 원천이라고 선언하며, 모세는 "바빌로니아 서사시 초반에 에레크 주민들이 직면했던 바로 그 상황에서 이스라엘 자손들을 구원한 출애굽기의 길가메시"라고 주장했다. 그는 이어서 아브라함, 이사악, 삼손, 다윗, 그리고 다른 여러 성경 인물들이 모두 길가메시의 정확한 복사본에 불과하다고 주장했다. 마지막으로 그는 예수마저도 "단지 이스라엘의 길가메시에 불과하다. 아브라함, 모세, 그리고 수많은 다른 이야기 속 인물들의 부속물일 뿐이다."라고 선언했다. 이 이념은 범바빌로니아주의로 알려졌으며 거의 즉시 주류 학자들에게 거부되었다. 범바빌로니아주의의 가장 강력한 비판자들은 새로 떠오르는 종교사 학파와 관련된 사람들이었다. 헤르만 궁켈은 옌센의 길가메시와 성경 인물들 간의 주장된 유사점 대부분을 근거 없는 선정주의라고 일축했다. 그는 옌센과 그와 같은 다른 아시리아학자들이 구약성경 연구의 복잡성을 이해하지 못했고 "눈에 띄는 실수와 놀라운 일탈"로 학자들을 혼란스럽게 했다고 결론 내렸다.
영어권 국가에서는 20세기 초 지배적인 학술적 해석은 헨리 로린슨 경이 처음 제안한 것으로, 길가메시를 태양의 움직임을 나타내는 "태양 영웅"으로 보고, 그의 서사시의 12개 서판이 바빌로니아 황도대의 12개 별자리를 나타낸다고 주장했다. 오스트리아의 정신분석학자 지그문트 프로이트는 제임스 조지 프레이저와 파울 에렌라이히의 이론을 바탕으로 길가메시와 에바니(엔키두의 초기 잘못된 판독)를 각각 "인간"과 "원초적인 관능성"으로 해석했다. 그는 그들을 세계 신화의 다른 형제-인물들과 비교하며, "한쪽은 항상 다른 쪽보다 약하고 먼저 죽는다. 길가메시에서 이 오랜 불균등한 형제 쌍 모티프는 남자와 그의 리비도 사이의 관계를 나타내는 데 사용되었다."고 언급했다. 그는 또한 엔키두를 태반, 즉 출생 직후 죽는 "약한 쌍둥이"로 보았다. 프로이트의 친구이자 제자인 카를 융은 초기 저작 "변환의 상징" (1911-1912)에서 길가메시를 자주 논한다. 예를 들어, 그는 이슈타르의 길가메시에 대한 성적 매력을 아들의 근친상간적 욕망의 예로, 후와와를 길가메시가 극복해야 할 억압적인 아버지-인물의 예로, 그리고 길가메시 자신을 무의식에 대한 의존을 망각하고 그것을 나타내는 "신들"에게 벌을 받는 남자의 예로 인용한다.

### 현대적 해석과 문화적 중요성

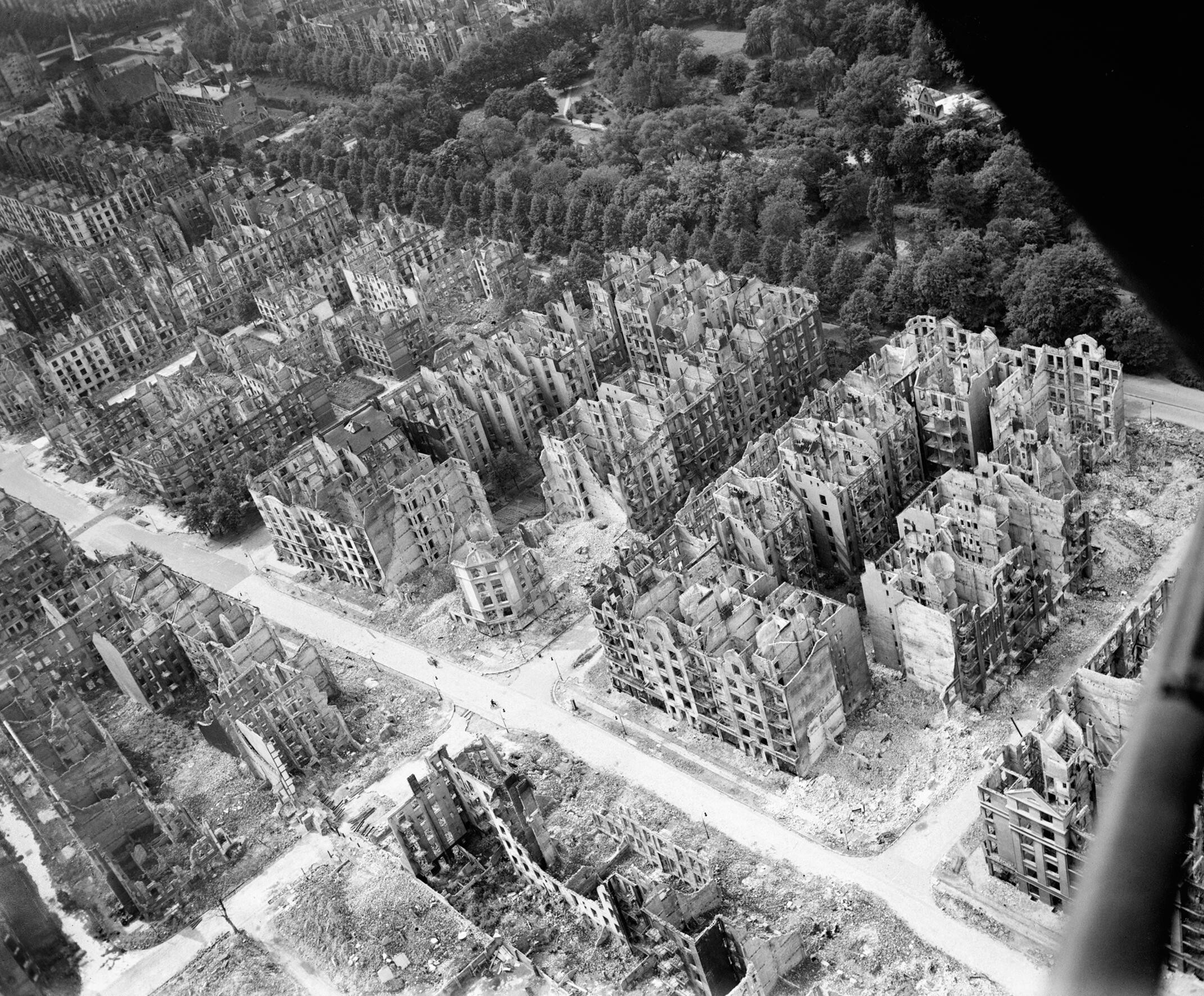
제2차 세계 대전의 여파 동안의 실존적 불안은 20세기 중반 길가메시의 인기가 급상승하는 데 크게 기여했다. 예를 들어, 독일 소설가 헤르만 카자크는 그의 1947년 소설 강 너머의 도시에서 길가메시 서사시의 엔키두가 본 지하세계의 환상을 함부르크 폭격 (위 그림)의 은유로 사용했다.

제2차 세계 대전 이후 몇 년 동안, 이전에는 몇몇 학자들에게만 알려져 있던 모호한 인물이었던 길가메시는 점차 현대 독자들에게 인기를 얻게 되었다. 길가메시 서사시의 실존주의적 주제는 전쟁 후 몇 년 동안 독일 작가들에게 특히 매력적이었다. 그의 1947년 실존주의 소설 강 너머의 도시에서 독일 소설가 헤르만 카자크는 서사시의 요소들을 독일에서 제2차 세계 대전의 파괴 이후에 대한 은유로 각색하여, 폭격으로 파괴된 함부르크 도시를 엔키두가 꿈에서 본 무서운 지하세계와 비슷하게 묘사했다. 한스 헤니 얀의 최고작 "해안 없는 강" (1949-1950)에서 3부작의 중간 부분은 친구와의 20년 간의 동성애적 관계가 길가메시와 엔키두의 관계를 반영하는 작곡가를 중심으로 하며, 그의 걸작은 길가메시에 대한 교향곡으로 밝혀진다.
1953년 더글러스 제프리 브리드슨의 라디오 드라마 "길가메시의 탐구"는 영국에서 이 서사시를 대중화하는 데 기여했다. 미국에서는 찰스 올슨이 그의 시와 에세이에서 이 서사시를 칭찬했으며 그레고리 코르소는 이 서사시가 그가 생각하는 현대 도덕적 퇴폐를 치료할 수 있는 고대 미덕을 담고 있다고 믿었다. 귀도 바흐만의 1966년 포스트피규라티브 소설 길가메시는 독일 "퀴어 문학"의 고전이 되었으며 길가메시와 엔키두를 동성애 연인으로 묘사하는 수십 년간의 국제적인 문학 경향을 시작했다. 이러한 경향은 매우 인기가 많아 길가메시 서사시 자체가 "컬럼비아 게이 문학 선집" (1998)에 해당 장르의 주요 초기 작품으로 포함되었다. 1970년대와 1980년대에는 여성주의 문학 비평가들이 길가메시 서사시를 인류의 원시 모권제에서 현대 부권제로의 전환을 보여주는 증거로 분석했다. 유럽에서 녹색 운동이 확산되면서 길가메시의 이야기는 환경주의적 시각으로 보여지기 시작했고, 엔키두의 죽음은 인간과 자연의 분리를 상징했다.

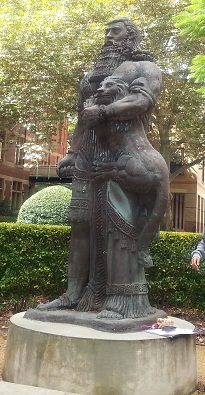
현대 길가메시 조각상이 시드니 대학교에 서 있다.

현대 문학 학자 테오도어 지올코프스키는 "다른 대부분의 신화, 문학, 역사 속 인물들과 달리, 길가메시는 원래 알려진 서사시적 맥락과 종종 독립적으로 자율적인 존재 또는 단순히 이름으로 자리매김했다. (유사한 예로는 미노타우로스 또는 프랑켄슈타인의 괴물을 들 수 있다.)"고 말한다. 길가메시 서사시는 많은 주요 세계 언어로 번역되었으며 미국 세계문학 수업의 필수 요소가 되었다. "길가메시 그룹"이라는 미국 아방가르드 극단과 조앤 런던의 소설 길가메시 (2001)를 포함한 많은 현대 작가와 소설가들이 이 서사시에서 영감을 받았다. 필립 로스의 위대한 미국 소설 (1973)에는 가상의 1930년대 야구 팀인 "패트리어트 리그"의 스타 투수인 "길 가메시"라는 캐릭터가 등장한다.
20세기 후반부터 길가메시 서사시는 이라크에서 다시 읽히기 시작했다. 전 이라크 대통령 사담 후세인은 길가메시에 대한 평생의 매력을 가지고 있었다. 사담의 첫 소설 자비바와 왕 (2000)은 길가메시 서사시와 천일야화의 요소를 혼합한 고대 아시리아를 배경으로 한 걸프 전쟁에 대한 알레고리이다. 길가메시처럼 소설 초반의 왕은 권력을 남용하고 백성을 억압하는 잔인한 폭군이지만, 자비바라는 평범한 여성의 도움으로 더 정의로운 통치자로 성장한다. 2003년 2월 미국이 사담에게 물러나라고 압력을 가했을 때, 사담은 자신의 장군들에게 연설하면서 자신을 서사시 영웅과 비교하며 긍정적인 면에서 이 아이디어를 제시했다.
학자 수잔 애커먼과 웨인 R. 다인즈는 길가메시와 엔키두의 관계를 묘사하는 데 사용된 언어가 동성애적 함의를 지니는 것처럼 보인다고 지적했다. 애커먼은 길가메시가 엔키두의 몸을 가릴 때 엔키두가 "신부"에 비유된다고 언급한다. 애커먼은 "두 버전 모두에서 길가메시가 엔키두를 '아내처럼' 사랑할 것이라는 것은 성교를 더욱 암시할 수 있다"고 말한다.
2000년, 아시리아인 조각가 루이스 바트로스가 만든 현대 길가메시 조각상이 오스트레일리아 시드니 대학교에 공개되었다.
오스트레일리아 사이키델릭 록 밴드 킹 기저드 앤 더 리저드 위저드는 2023년 10월 앨범 실버 코드의 다섯 번째 트랙으로 "Gilgamesh"라는 곡을 녹음했으며, 곡 가사에는 서사시에 대한 언급이 포함되어 있다.

## 같이 보기
- 아트라하시스
- 지우수드라
- 에누마 엘리시

### 설명주
1. ↑  이름은 대략 "조상은 젊은 남자"로 번역되며,[10] 빌.가 "조상", "장로"에서 유래한다.[11]:33 그리고 메스/메쉬3 "젊은 남자"에서 유래한다.[11]:174 또한 《The Electronic Pennsylvania Sumerian Dictionary》. University of Pennsylvania. 2018년 9월 24일에 원본 문서에서 보존된 문서. 2014년 8월 7일에 확인함.를 참조하라.

### 참조주
1. ↑  Delorme 1981, 55쪽.
2. ↑  George, A.R. (2003). 《The Epic of Gilgamesh: The Babylonian Epic Poem and Other Texts in Akkadian and Sumerian》. Penguin Books. lxi쪽. ISBN 978-0-14044919-8.
3. ↑  Isakhan, Benjamin (2016년 5월 13일). 《Democracy in Iraq: History, Politics, Discourse》. Taylor & Francis. 200쪽. ISBN 978-1-31715309-2.
4. ↑  Marchesi, Gianni (2004). 《Who Was Buried in the Royal Tombs of Ur? The Epigraphic and Textual Data》. 《Orientalia》 73. 197쪽.
5. ↑  Pournelle, Jennifer (2003). 《Marshland of Cities:Deltaic Landscapes and the Evolution of Early Mesopotamian Civilization》. San Diego. 268쪽.
6. ↑  “Pre-dynastic architecture (UA1 and UA2)”. 《Artefacts》. Berlin.
7. ↑  "Gilgamesh". Random House Webster's Unabridged Dictionary.
8. ↑  George, Andrew R. (2010) [2003]. 《The Babylonian Gilgamesh Epic – Introduction, Critical Edition and Cuneiform Texts》 (영어, 아카드어) 1, 2 reprint판. Oxford: Oxford University Press. 163쪽. ISBN 978-0-19814922-4. OCLC 819941336.
9. ↑  George, A. R., 편집. (2003). 《The Babylonian Gilgamesh epic: introduction, critical edition and cuneiform texts》. 번역 George, A. R. Oxford: Oxford University Press. 71–77쪽. ISBN 0-19-814922-0. OCLC 51668477.
10. ↑  Hayes, J. L. 《A Manual of Sumerian Grammar and Texts》 (PDF). 2018년 5월 22일에 원본 문서 (PDF)에서 보존된 문서. 2018년 5월 21일에 확인함 – Enenuru 경유.
11. 1 2  Halloran, J. 《Sum. Lexicon》.
12. ↑  “Gilgamesh, Enkidu and the nether world: translation”. 《etcsl》. Oxford University. 2021년 3월 18일에 확인함.
13. ↑  Emmerich, Karen (2016). 《"A message from the antediluvian age": The Modern Construction of the Ancient "Epic of Gilgamesh"》. 《Comparative Literature》 68 ([Duke University Press, University of Oregon]). 251–273쪽. doi:10.1215/00104124-3631557. ISSN 0010-4124. JSTOR 44211304. 2024년 1월 2일에 확인함.
14. ↑  Gonzalo Rubio. "Reading Sumerian Names, II: Gilgameš." Journal of Cuneiform Studies, vol. 64, The American Schools of Oriental Research, 2012, pp. 3–16, https://doi.org/10.5615/jcunestud.64.0003.
15. ↑  Hall, H. R.; Woolley, Leonard; Legrain, Leon (1900). 《Ur excavations》. Trustees of the Two Museums by the aid of a grant from the Carnegie Corporation of New York. 312쪽.
16. 1 2  Image of a Mesanepada seal in: Legrain, Léon (1936). 《Ur Excavations》 (PDF). III. Archaic Seal-Impressions. The Trustees of the Two Museums by the Aid of a Grant from the Carnagie Corporation of New York. 44 seal 518 for description, Plate 30, seal 518 for image쪽.
17. 1 2 3 4 5 6 7 8 9 10 11 12 13 14 15 16 17 18 19 20  Black & Green 1992, 89쪽.
18. 1 2 3  Dalley 1989, 40쪽.
19. 1 2  Kramer 1963, 45–46쪽.
20. 1 2  Powell 2012, 338쪽.
21. ↑  Marchesi 2004, 153–197쪽.
22. 1 2 3 4 5 6 7 8 9 10 11 12 13 14 15 16 17 18 19 20 21 22 23  Mark 2018.
23. ↑  Kramer 1963, 46쪽.
24. ↑  “Gilgamesh tomb believed found”. 《BBC News》. 2003년 4월 29일. 2017년 10월 12일에 확인함.
25. ↑  Sandars, N.K. (1972). 〈Introduction〉. 《The Epic of Gilgamesh》. Penguin.
26. 1 2  Kramer 1963, 45쪽.
27. ↑  George 2003b, 141쪽.
28. 1 2  《The Norton Anthology of World Literature》 A 3판. W. W. Norton & Company. 2012.
29. ↑  Kramer 1961, 30쪽.
30. ↑  ETCSL 1.8.1.4
31. 1 2 3  Kramer 1961, 33쪽.
32. 1 2 3 4 5 6 7 8 9 10 11  Fontenrose 1980, 172쪽.
33. ↑  Kramer 1961, 33–34쪽.
34. ↑  Wolkstein & Kramer 1983, 140쪽.
35. ↑  Kramer 1961, 34쪽.
36. ↑  Wolkstein & Kramer 1983, 9쪽.
37. 1 2 3 4  Fontenrose 1980, 172–173쪽.
38. ↑  Fontenrose 1980, 173쪽.
39. ↑  ETCSL 1.8.1.1
40. ↑  Fontenrose 1980, 167쪽.
41. ↑  ETCSL 1.8.1.5
42. 1 2  Tigay 2002, 24쪽.
43. ↑  ETCSL 1.8.1.2
44. 1 2 3 4  Tigay 2002, 24–25쪽.
45. ↑  ETCSL 1.8.1.3
46. ↑  Black & Green 1992, 109쪽.
47. 1 2 3 4 5 6 7 8 9 10 11 12 13 14 15 16 17 18 19 20 21 22 23 24 25 26 27 28 29  Black & Green 1992, 90쪽.
48. ↑  Powell 2012, 342쪽.
49. ↑  Powell 2012, 341–343쪽.
50. 1 2 3  Rybka 2011, 257–258쪽.
51. 1 2 3  Powell 2012, 339쪽.
52. ↑  Black & Green 1992, 89–90쪽.
53. 1 2 3 4 5 6  Fontenrose 1980, 168쪽.
54. 1 2  Pryke 2017, 140–159쪽.
55. 1 2  Dalley 1989, 81–82쪽.
56. 1 2 3  Fontenrose 1980, 168–169쪽.
57. 1 2 3 4 5  Dalley 1989, 82쪽.
58. 1 2 3 4 5  Fontenrose 1980, 169쪽.
59. ↑  George 2003b, 88쪽.
60. ↑  Dalley 1989, 82–83쪽.
61. 1 2 3 4 5 6 7 8 9 10 11 12 13 14  Fontenrose 1980, 171쪽.
62. 1 2 3 4 5 6  Tigay 2002, 26–27쪽.
63. 1 2  Tigay 2002, 26쪽.
64. 1 2 3 4 5 6 7 8 9 10 11 12 13 14 15 16 17 18 19  Black & Green 1992, 91쪽.
65. 1 2 3 4  Anderson 2000, 127–128쪽.
66. ↑  Possehl, Gregory L. (2002). 《The Indus Civilization: A Contemporary Perspective》 (영어). Rowman Altamira. 146쪽. ISBN 978-0759116429.
67. ↑  Kosambi, Damodar Dharmanand (1975). 《An Introduction to the Study of Indian History》 (영어). Popular Prakashan. 64쪽. ISBN 978-8171540389.
68. ↑  West 1997, 334–402쪽.
69. ↑  Burkert 2005, 297–301쪽.
70. ↑  Powell 2012, 338–339쪽.
71. 1 2  Burkert 2005, 299–300쪽.
72. 1 2 3 4 5  Anderson 2000, 127쪽.
73. ↑  Burkert 2005, 299–301쪽.
74. 1 2  George 2003b, 60쪽.
75. ↑  Burkert 2005, 295쪽.
76. ↑  Burkert, Walter (1992). 《The Orientalizing Revolution》. p. 33, note 32.
77. ↑  George 2003b, 61쪽.
78. ↑  Tigay. 《The Evolution of the Gilgamesh Epic》. 252쪽.
79. 1 2 3 4  Ziolkowski 2012, 1–25쪽.
80. ↑  Ziolkowski 2012, 20–28쪽.
81. ↑  Rybka 2011, 257쪽.
82. 1 2 3 4 5 6 7 8 9 10 11 12 13 14 15 16 17 18  Ziolkowski 2011.
83. ↑  Smith, George (1872) [3 December 1872]. 〈The Chaldean Account of the Deluge〉. 《Transactions of the Society of Biblical Archaeology, Volumes 1–2》 2. London: Society of Biblical Archæology. 213–214쪽. 2017년 10월 12일에 확인함.
84. ↑  Jeremias, Alfred (1891). 《Izdubar-Nimrod, eine altbabylonische Heldensage》 (독일어). Leipzig, Teubner. 2017년 10월 12일에 확인함.
85. 1 2 3 4 5  Ziolkowski 2012, 23–25쪽.
86. ↑  Ziolkowski 2012, 28–29쪽.
87. ↑  Ziolkowski 2012, 23–25, 28–29쪽.
88. 1 2 3  Ziolkowski 2012, 25쪽.
89. 1 2  Ziolkowski 2012, 20–21쪽.
90. 1 2 3 4 5 6 7 8  Ziolkowski 2012, 21쪽.
91. ↑  Ziolkowski 2012, 22–23쪽.
92. ↑  Ziolkowski 2012, 23쪽.
93. 1 2 3 4 5 6 7  Ziolkowski 2012, 26쪽.
94. 1 2 3 4  Ziolkowski 2012, 26–27쪽.
95. 1 2  Ziolkowski 2012, 27쪽.
96. 1 2 3  Ziolkowski 2012, 28쪽.
97. ↑  Freud, Sigmund, William McGuire, Ralph Manheim, R. F. C. Hull, Alan McGlashan, and C. G. Jung. Freud-Jung Letters: The Correspondence between Sigmund Freud and C.G. Jung. Princeton, N.J: Princeton University Press, 1994, at 199.
98. 1 2 3  Ziolkowski 2012, 29쪽.
99. ↑  Ziolkowski 2012, 29–30쪽.
100. 1 2 3 4  Ziolkowski 2012, 30쪽.
101. ↑  Ziolkowski 2012, xii쪽.
102. 1 2  Stone 2012.
103. ↑  Ziolkowski 2012, xii–xiii쪽.
104. 1 2 3  Damrosch 2006, 254쪽.
105. ↑  Damrosch 2006, 254–255쪽.
106. 1 2 3  Damrosch 2006, 255쪽.
107. ↑  Damrosch 2006, 254–257쪽.
108. ↑  Damrosch 2006, 257쪽.
109. ↑  Damrosch 2006, 259–260쪽.
110. ↑  Damrosch 2006, 260쪽.
111. 1 2 3  Ackerman 2005, 82쪽.
112. ↑  Haggerty, George (2013). 《Encyclopedia of Gay Histories and Cultures》 (영어). 라우틀리지. 929쪽. ISBN 978-1-135-58513-6. 2020년 3월 19일에 확인함.
113. ↑  Dynes, Wayne R. (2016). 《Encyclopedia of Homosexuality》 I. 라우틀리지. 479쪽. ISBN 978-1317368151. 2020년 3월 19일에 확인함.
114. ↑  “Gilgamesh, by King Gizzard & The Lizard Wizard”. 《King Gizzard & The Lizard Wizard》 (영어). 2023년 11월 13일에 확인함.

### 참고 자료
- Ackerman, Susan (2005). 《When Heroes Love: The Ambiguity of Eros in the Stories of Gilgamesh and David》. New York City: Columbia University Press. ISBN 978-0-231-50725-7.
- Anderson, Graham (2000). 《Fairytale in the Ancient World》. Routledge. 127–131쪽. ISBN 978-0-415-23702-4.
- Black, Jeremy; Green, Anthony (1992). 《Gods, Demons and Symbols of Ancient Mesopotamia: An Illustrated Dictionary》. Austin: University of Texas Press. 166–168쪽. ISBN 978-0-7141-1705-8.
- Burkert, Walter (2005). 〈Chapter Twenty: Near Eastern Connections〉.   Foley, John Miles. 《A Companion to Ancient Epic》. New York City and London: Blackwell Publishing. ISBN 978-1-4051-0524-8.
- Dalley, Stephanie (1989). 《Myths from Mesopotamia: Creation, the Flood, Gilgamesh, and Others》. Oxford: Oxford University Press. ISBN 978-0-19-283589-5.
- Damrosch, David (2006). 《The Buried Book: The Loss and Rediscovery of the Great Epic of Gilgamesh》. New York City: Henry Holt and Company. ISBN 978-0-8050-8029-2.
- Delorme, Jean (1981) [1964]. 〈The Ancient World〉.   Dunan, Marcel; Bowle, John. 《The Larousse Encyclopedia of Ancient and Medieval History》. New York City: Excaliber Books. ISBN 978-0-89673-083-0.
- Fontenrose, Joseph Eddy (1980) [1959]. 《Python: A Study of Delphic Myth and Its Origins》. Berkeley, Los Angeles, and London: The University of California Press. ISBN 978-0-520-04106-6.
- George, Andrew R. (2003a) [1999, 2000]. 《The Epic of Gilgamesh: The Babylonian Epic Poem and Other Texts in Akkadian and Sumerian》. Penguin Classics Thi판. London: Penguin Books. ISBN 978-0-14-044919-8. OCLC 901129328.
- George, Andrew R. (2003b). 《The Babylonian Gilgamesh Epic: Introduction, Critical Edition and Cuneiform Texts》 1. Oxford University Press.
- Kramer, Samuel Noah (1961), 《Sumerian Mythology: A Study of Spiritual and Literary Achievement in the Third Millennium B.C.》 Revis판, Philadelphia: University of Pennsylvania Press, ISBN 978-0-8122-1047-7
- Kramer, Samuel Noah (1963). 《The Sumerians: Their History, Culture, and Character》. Chicago: University of Chicago Press. ISBN 978-0-226-45238-8.
- Mark, Joshua J. (2018년 3월 29일). 〈Gilgamesh〉. 《세계역사 백과사전》.
- Powell, Barry B. (2012) [2004], 〈Gilgamesh: Heroic Myth〉, 《Classical Myth》 Seven판, London: Pearson, 336–350쪽, ISBN 978-0-205-17607-6
- Pryke, Louise M. (2017). 《Ishtar》. Routledge. ISBN 978-1-315-71632-9.
- Rybka, F. James (2011). 〈The Epic of Gilgamesh〉. 《Bohuslav Martinu: The Compulsion to Compose》. Lanham, MD: Scarecrow Press. ISBN 978-0-8108-7762-7.
- Tigay, Jeffrey H. (2002) [1982]. 《The Evolution of the Gilgamesh Epic》. Wauconda, IL: Bolchazzy-Carucci Publishers. ISBN 978-0-86516-546-5.
- Stone, Damien (July 2012).  Turner, Michael, 편집. “The Epic of Gilgamesh: Statue brings ancient tale to life” (PDF). 《MUSE》. 2호. 28쪽. 2018년 5월 29일에 원본 문서 (PDF)에서 보존된 문서.
- West, M. L. (1997). 《The East Face of Helicon: West Asiatic Elements in Greek Poetry and Myth》. Oxford, England: Clarendon Press. ISBN 978-0-19-815221-7.
- Wolkstein, Diane; Kramer, Samuel Noah (1983). 《Inanna: Queen of Heaven and Earth: Her Stories and Hymns from Sumer》. New York City, New York: Harper&Row. ISBN 978-0-06-090854-6.
- Ziolkowski, Theodore (2011년 11월 1일). “Gilgamesh: An Epic Obsession”. 《Berfrois》. 2011년 11월 4일에 원본 문서에서 보존된 문서. 2025년 7월 16일에 확인함.
- Ziolkowski, Theodore (2012). 《Gilgamesh among Us: Modern Encounters with the Ancient Epic》. Ithaca, NY and London: Cornell University Press. ISBN 978-0-8014-5035-8.

## 더 읽어보기
- “… 길가메시의 이야기가 담긴 서사시”. 《수메르 문헌 전자 코퍼스》. 2017년 10월 8일에 확인함.
- Gmirkin, Russell E (2006). 《Berossus and Genesis, Manetho and Exodus》. New York: T & T Clark International.
- Foster, Benjamin R., 편집. (2001). 《The Epic of Gilgamesh》. 번역 Foster, Benjamin R. New York: W.W. Norton & Company. ISBN 978-0-393-97516-1.
- Hammond, D.; Jablow, A. (1987). 〈Gilgamesh and the Sundance Kid: the Myth of Male Friendship〉.   Brod, H. 《The Making of Masculinities: The New Men's Studies》. Boston. 241–258쪽.
- Jackson, Danny (1997). 《The Epic of Gilgamesh》. Wauconda, IL: Bolchazy-Carducci Publishers. ISBN 978-0-86516-352-2.
- Kluger, Rivkah Sch. (1991). 《The Archetypal significance of Gilgamesh: a modern ancient hero》. Switzerland: Daimon. ISBN 978-3-85630-523-9.
- 《The Epic of Gilgamesh》. 번역 Kovacs, Maureen Gallery. Stanford: Stanford University Press. 1989 [1985]. ISBN 978-0-8047-1711-3.
- Maier, John R. (2018). 《Gilgamesh and the Great Goddess of Uruk》. 《Suny Brockport Ebooks》. 2019년 1월 30일에 원본 문서에서 보존된 문서. 2018년 5월 8일에 확인함.
- Mitchell, Stephen (2004). 《Gilgamesh: A New English Version》. New York: Free Press. ISBN 978-0-7432-6164-7.
- Oberhuber, K., 편집. (1977). 《Das Gilgamesch-Epos》. Darmstadt: Wege der Forschung.
- Parpola, Simo; Luuko, Mikko; Fabritius, Kalle (1997). 《The Standard Babylonian, Epic of Gilgamesh》. The Neo-Assyrian Text Corpus Project. ISBN 978-9514577604.
- Pettinato, Giovanni (1992). 《La saga di Gilgamesh》. Milan: Rusconi Libri. ISBN 978-88-18-88028-1.